# 科丘貝伊夫卡 (哈爾科夫區)
50°15′58″N 36°14′14″E / 50.26611°N 36.23722°E
科丘貝伊夫卡（烏克蘭語：Кочубеївка）是位於烏克蘭東部的村莊，由哈爾科夫州哈爾科夫區的德爾哈奇市鎮負責管轄。該村始建於1861年，面積0.28平方公里，海拔高度172米，2001年人口161，人口密度每平方公里581.2人。